# Stępień (nazwisko)
Stępień (formy żeńskie: Stępień, Stępniowa, Stępniówna; liczba mnoga: Stępniowie) – polskie nazwisko, pochodzące od wyrażenia: „nowo wstępujący”. Na początku lat 90. XX wieku w Polsce nosiły je 42062 osoby.

## Znane osoby noszące to nazwisko
- Antoni B. Stępień (ur. 1931) – profesor filozofii
- Andrzej Stępień (ur. 1953) – lekkoatleta
- Damian Stępień (ur. 1994) – judoka
- Elżbieta Stępień (ur. 1978) – polska ekonomistka i polityk, posłanka na Sejm VIII kadencji.
- Grzegorz Stępień (ur. 1977) – gitarzysta
- Halina Stępień (1929-2008) - historyk sztuki, muzealnik
- Jadwiga Teresa Stępień (ur. 1954) – polska śpiewaczka operowa
- Jan Stępień (ur. 1949) – rzeźbiarz, poeta i pisarz
- Jerzy Stępień (ur. 1946) – prawnik i polityk polski
- Justyna Stępień – aktorka i śpiewaczka operowa
- Lucjan Stępień (ur. 1920) – polski polityk, poseł na Sejm PRL IX kadencji
- Lucjan Stępień (1912–1986) – profesor nauk medycznych, neurochirurg[3]
- Marek Stępień (ur. 1964) – polski szermierz, olimpijczyk
- Marian Stępień (1915–1984) – polski artysta plastyk, architekt wnętrz, scenograf
- Miłosz Stępień (ur. 1996) – polski raper, pseudonim artystyczny Otsochodzi
- Piotr Stępień (ur. 1963) – zapaśnik
- Wacław Stępień (1911–1993) – satyryk, autor rewii, komedii muzycznych i piosenek
- Władysław Stępień (ur. 1946) – polityk
- Wojciech Stępień (ur. 1970) – siatkarz, reprezentant Polski, potem trener
- Zofia Stępień (ur. 1939) – robotnica, działaczka Polskiej Zjednoczonej Partii Robotniczej